# Ceratonereis flagellipes
Ceratonereis flagellipes är en ringmaskart som först beskrevs av Fauvel 1932.  Ceratonereis flagellipes ingår i släktet Ceratonereis och familjen Nereididae. Inga underarter finns listade i Catalogue of Life.